# Château d'Estoublon
Le château d'Estoublon est un château situé à Fontvieille dans le département français des Bouches-du-Rhône.
L’histoire du domaine est mêlée à celle de la vallée des Baux-de-Provence, dans le massif des Alpilles. Cadre du feuilleton Les Gens de Mogador, le château d'Estoublon est aujourd'hui connu pour son huile d'olive AOP Les Baux-de-Provence.

## Historique
L’histoire du domaine remonte au Moyen Âge alors que la propriété, baptisée « Le Grand Mas », dépend de la seigneurie du Mont-Paon, le château et les fermes étant pour leur part sous la domination de la famille des comtes des Baux. En 1426, à la mort de la comtesse Alix des Baux, la reine Yolande d'Aragon, veuve de Louis II de Provence, décide d’assiéger la Cité. Les Baux, terre indépendante depuis plus de cinq siècles, résistent plus de quatre mois avant de capituler. Tout l’héritage baussenc, notamment les propriétés de Mont-Paon, est annexé au comté de Provence comme terre adjacente.
La reconstruction du Grand Mas est achevée à la fin du XVIIe siècle comme en témoignent l’architecture actuelle de la façade et l’organisation de la demeure principale. Quelques années plus tard, c’est en souvenir du fief d’Estoublon, dans les Alpes-de-Haute-Provence, vendue par la famille de Grille au XVIIIe siècle, que le château de Mont-Paon reçoit le titre de « château d’Estoublon ».
En 1900, le Grand Mas, devenu château d’Estoublon, est cédé à un antiquaire parisien qui s’en sépare quelques années plus tard après l’avoir vidé de ses meubles et de ses boiseries. Le nouvel acquéreur, un berger, dit-on, ne s’éternise pas  sur le domaine, le jugeant trop vaste pour son usage personnel. En 1932, il le cède à la Famille Lombrage qui s’attache à restructurer les oliveraies, détruites par le gel de 1956.
Par arrêté du 15 juin 1966, les façades et toitures du château sont inscrites au titre des monuments historiques.
En 1972, la série Les gens de Mogador y est tournée.
En décembre 1998, au moment de l’acquisition du château d’Estoublon par la famille Schneider, le domaine d'Estoublon se tourne vers d’autres horizons avec la mise en œuvre d’un protocole de conduite des cultures viticoles et oléicoles en agriculture biologique et un plan de restructuration du vignoble et des chais. La gestion du domaine est confiée à Valérie Schneider, troisième et dernier enfant d’Ernest Schneider, et à son mari Rémy Reboul.
En 2020, le groupe hôtelier Les Airelles, sous la direction de Stéphane Courbit, rachète le domaine, en comptant comme actionnaires Jean-Guillaume Prats et le couple Nicolas et Carla Sarkozy. 